# Мркшич, Миле
Миле Мркшич (серб. Миле Мркшић, Mile Mrkšić; 20 июля 1947 — 16 августа 2015) — югославский сербский военачальник, полковник ЮНА, генерал-лейтенант и начальник Генерального штаба вооружённых сил Сербской Краины. Участник гражданской войны в Югославии, осуждённый МТБЮ на 20 лет лишения свободы, за то, что после взятия Вуковара не предотвратил казнь 264 пленных хорватов.

## Биография

### Ранние годы службы
В 1968 году окончил Академию Сухопутных войск, а в 1980 — Академию Генштаба ЮНА.

### Война в Хорватии
После начала войны в Хорватии Мркшич в составе 1-й гвардейской механизированной бригады ЮНА принял участие в штурме Вуковара, позднее он возглавил Оперативную группу «Юг», наступавшую на город с южного направления. После взятия города сербскими войсками произошёл инцидент массовой казни взятых в плен защитников города и мирных жителей. В начале 1992 года Мркшич руководил Территориальной Обороной Бании и Кордуна в Сербской Краине. После распада Югославии Мркшич служил в Вооруженных силах Союзной Республики Югославии, возглавляя Корпус Специальных Операций Войска Югославии. С августа 1993 года по май 1995 он, в чине генерал-подполковника, занимал должность заместителя начальника Генштаба ВЮ. 17 мая 1995 года был делегирован Белградом в Армию Сербской Краины (серб. Српска Војска Крајине (СВК)) с целью реорганизации краинской армии и повышения её боеспособности и стал начальником Главного штаба СВК. После разгрома основной части СВК в августе 1995 Мркшич был отправлен на пенсию.
После окончания войны в Хорватии и ликвидации Сербской Краины Мркшичу наряду с Мирославом Радичем, Веселином Шливанчанином и Славко Докмановичем были выдвинуты обвинения в совершении военных преступлений. 15 мая 2002 года Миле Мркшич добровольно сдался МТБЮ. Судебный процесс над бывшим генералом армии краинских сербов начался в октябре 2005 года и был завершён в 2007 году.

### Судебный процесс
В ходе судебного процесса Мркшичу были предъявлены обвинения в преследовании людей по политическим, расовым или религиозным мотивам; истреблении; убийствах, и пытках). Также бывшему генералу были предъявлены обвинения в нарушениях законов и обычаев войны. По версии МТБЮ, Мркшич отозвал подразделение военной полиции, охранявшее хорватских военнопленных на ферме Овчара близ Вуковара, и, таким образом, не обеспечил необходимую для них охрану. 27 сентября 2007 года суд в Гааге признал Мркшича виновным в пособничестве и подстрекательстве к убийству мирных граждан и военнопленных в Овчаре, пособничестве и подстрекательстве к пыткам, а также пособничестве и подстрекательстве к жестокому обращению с удерживаемыми лицами. Он был приговорен к 20 годам лишения свободы. 5 мая 2009 Апелляционное вече МТБЮ подтвердило первоначальный приговор.